# Escola Secundária José Gomes Ferreira
Construído entre 1976 e 1980 pelo arquiteto Raul Hestnes Ferreira, situado numa zona urbana desqualificada em Benfica, temos o edifício da Escola Secundária José Gomes Ferreira que ocupa um terreno de consideráveis dimensões e qualifica uma paisagem natural própria. A escola deve o nome ao poeta José Gomes Ferreira, e também é conhecida por Secundária de Benfica. Todo o edifício se constrói numa relação entre volumes e formas geométricas que chocam entre si e equilibram-se num discurso forte e claro, no qual o material usado – estrutura e paramentos de betão descofrado – vem sublinhar essa mesma consistência. 

## Características
O edifício estrutura-se em cinco corpos alongados de diferentes comprimentos, à semelhança dos cinco dedos de uma mão, separados por escadarias e terminando cada um deles num volume cilíndrico rematados por terraços, assim aproveitando os espaços exteriores de modo a favorecer uma relação harmoniosa e cuidada em conjunto com a ampla área ajardinada que o envolve. Por sua vez, a geometria simples de formas puras dá lugar, no seu interior, a uma forte captação de luz que confere uma energia própria em que cada sucessão de espaços encontra a sua vocação formal e funcional, nomeadamente as salas de aula, anfiteatros e as diferentes áreas que se distribuem pelos seus segundo e terceiro pisos.  
Em todos os corpos que constituem a escola existe uma aparente rigidez geométrica que é subvertida interiormente pelas circulações lineares, rematadas pela introdução da diagonal, bem como pelas escadas em espiral limitadas verticalmente por clarabóias inclinadas. Foi reconhecida a qualidade da escola, em 1982, com a atribuição de uma Menção Honrosa do Prémio Valmor, assim como do Prémio da Associação Internacional dos Críticos de Arte.  

## Informações
Atualmente a escola tem cerca de 1200 alunos distribuídos por 43 turmas do 9º ao 12º ano de escolaridade, 5 blocos dos quais 4 são de aulas; 2 campos de relvado sintético e 1 pavilhão desportivo

## Evolução e melhorias desde a origem da escola
Desde a construção da escola, sofreu diversas melhorias, sendo a adição de grades a volta da escola e a construção do novo campo de relvado sintético que teve início no final de 2022, com o objetivo de melhorar as infraestruturas desportivas da escola e oferecer aos alunos um espaço mais moderno e adequado para a prática de desporto.
Em dezembro de 2023 a câmera municipal de lisboa disponibilizou 31.500 euros para a realização de obras na escola

## Eventos e acontecimentos na escola
- No dia 18 de abril de 2016 o Presidente Marcelo Rebelo de Sousa  visitou a escola no âmbito da iniciativa redescobrir a Terra.

- Em dezembro de 2024 a MEO usou a escola para a gravação de um anuncio.

Todos os anos na celebra-se o dia da escola no dia 20 de novembro.